# Parramatta (Schiff, 1866)
Die Parramatta von 1866 war ein Linienpassagierschiff und Wollfrachter auf der Route Großbritannien – Australien.
Die Parramatta gehörte zum Schiffstyp Blackwall-Fregatte. Dieser Schiffstyp erhielt seinen Namen von der Werft Blackwall Yard an der Themse, wo das erste Schiff dieses Typs – die Seringapatam – im Jahre 1837 vom Stapel lief. Die Schiffe dieses Typs wurden fast ausschließlich aus burmesischem Teakholz gebaut.
Die Parramatta war das letzte große Schiff ihres Konstrukteurs James Laing aus Sunderland und eines der letzten Handelsschiffe aus Holz, das vom Stapel gelaufen ist. Als sie in Dienst gestellt wurde, waren die Kosten für die Eisenbauweise etwa 30 Prozent niedriger – ungefähr 14 britische Pfund pro Tonne für ein Eisenschiff im Gegensatz zu 20 Pfund für ein vergleichbares Holzschiff.
Am 12. Januar 1898 legte das Schiff in Galveston ab und machte sich auf dem Weg nach King’s Lynn in Norfolk in Großbritannien, wo es nie ankam.

## Bildergalerie

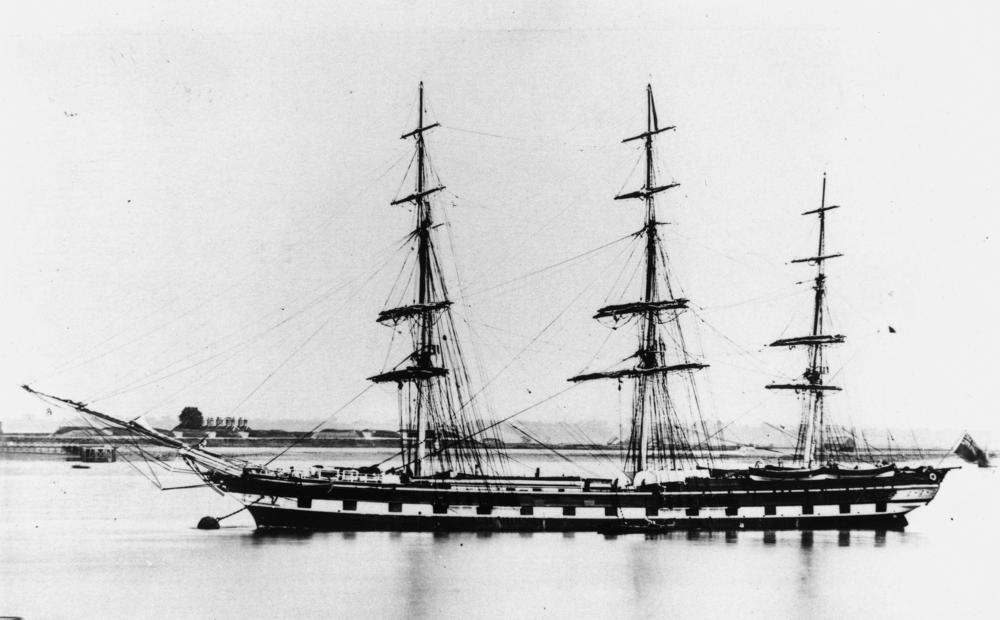
Die Parramatta im Hafen
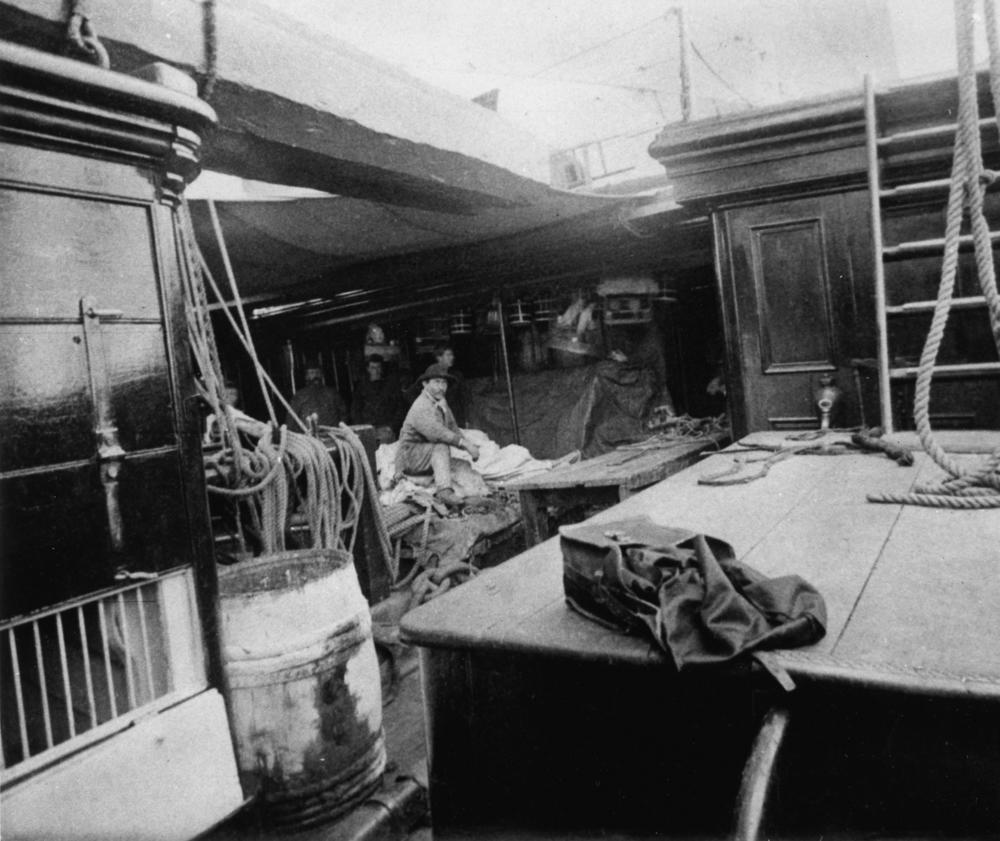
An Bord der Parramatta